# Lepidochrysops robertsoni
Lepidochrysops robertsoni is een vlinder uit de familie van de Lycaenidae. De wetenschappelijke naam van de soort is voor het eerst geldig gepubliceerd in 1965 door Cottrell.